# Загрос

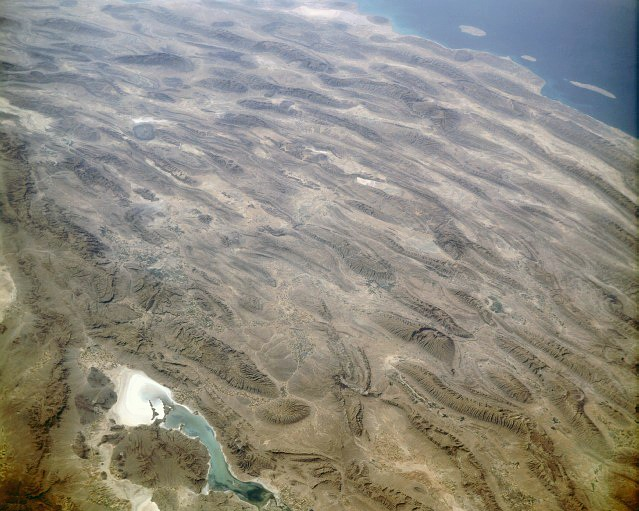
Загрос. Світлина з космосу.

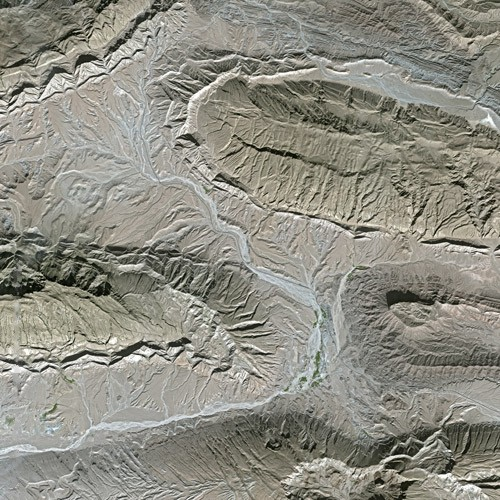
Загрос. Світлина з космосу.

Загро́с (перс. رشته كوه زاگرس, курд. زنجیره‌چیاکانی زاگرۆس, лурі: کو یه لی زاگروس) — масивне складчасте нагір'я шириною 150—300 км, що простягається на 1600 км від північно-західних кордонів Ірану в південно-східному напрямі. Переважаючі висоти 2000—3000 м, найвища — 4409 м (г. Дена).

## Опис
Гірський хребет Загрос починається на північному заході Ірану, і приблизно відповідає західному кордону Ірану, і прямує вздовж західного і південно-західного краю Іранського плато, уриваючись на Ормузьку протоку. Найвища точка в горах Загрос знаходиться на хребті Дена — г. Зердкух, 4548 м. Масив Хазаран у провінції Керман Іран є найсхіднішим хребтом масиву, хребет Джебаль Барез заходить у Сістан.
Загрос було утворено в результаті зіткнення двох тектонічних плит — Євразійської і Іранської. Останні GPS вимірювання в Ірані показали, що це зіткнення все ще активне, проте деформація розподіляється нерівномірно по терену, здебільшого стосується найбільших гірських поясів, як-от Ельбурс і Загрос. Швидкість колізії становить на південному сході Загросу ~10 мм/рік і ~5 мм/рік на північному заході Загросу.
29 січня 2025 року в науковому виданні Science Daily було опубліковано дослідження вчених Геттінгенського університету, за результатами якого підтверджено взаємодію геологічних процесів в глибинах Землі та змін на її поверхні, зокрема вплив нагір'я Загрос на вигин земної кори в цій місцевості. Вчені виявили, що океанічна плита Неотетіс, яка колись розділяла Аравійський та Євразійський континенти, продовжує розриватися горизонтально, і цей процес поширюється від південного сходу Туреччини до північного заходу Ірану. Коли континенти зближуються, океанічне дно занурюється під один із них, що згодом призводить до зіткнення континентальних мас і утворення гірських хребтів. Під їхньою вагою земна кора прогинається, створюючи глибокі западини. Змодельована вченими западина в регіоні гір Загрос має глибину 3–4 км, і її формування неможливо пояснити лише вагою гірських мас. Додаткову роль відіграє занурення залишків океанічної плити, яка все ще з’єднана з Аравійською плитою і тягне регіон вниз. Ці результати підтверджують, що глибокі тектонічні процеси мають визначальний вплив на формування земної поверхні та природних ландшафтів. Геодинамічна модель, розроблена в рамках дослідження, відкриває нові можливості насамперед в оцінці ризиків майбутніх землетрусів, як на території Туреччини, так і Ірану. 
На відстані 800 км від прикордонного з Іраком району до порту Бушир на узбережжі Перської затоки, паралельно хребтам Загроса вздовж їхнього західного підніжжя простягається гряда височин висотою 300—600 м і шириною близько 65 км. Тут на південь від 32° пн. ш. зосереджені найбільші в Ірані запаси нафти.

## Інтернет-ресурси
- Zagros, Photos from Iran, Livius [Архівовано 21 листопада 2007 у Wayback Machine.].
- The genus Dionysia [Архівовано 4 грудня 2019 у Wayback Machine.]
- Iran, Timeline of Art History [Архівовано 5 березня 2001 у Wayback Machine.]